# Анна (мини-сериал)
Анна (итал. Anna) — итальянский шестисерийный мини-сериал 2021 года, созданный режиссёром Никколо Амманити. Снят на основе оригинального романа написанного Амманити в 2015 году.

## Сюжет
«Красная» эпидемия, вызванная вирусом из Бельгии, унесла жизни всех взрослых. Только дети невосприимчивы к нему, пока не достигнут половой зрелости. Анна — тринадцатилетняя девочка, которая после смерти матери всячески пытается защитить своего младшего брата Астора. Для защиты от внешних опасностей, она держит его в изоляции в семейном доме, пока сама блуждает в поисках еды и припасов. Однажды Астора похищает банда детей «Синие». Анна вынуждена отправиться на поиски своего младшего брата. Ей удаётся найти логово «Синих», и среди множества детей она опознает Астора. Также она знакомится с подростком Пьетро, который спасает ее от гибели. Во главе «Синих» стоят мальчики постарше, выкрашенные в белый цвет, чтобы скрыть «красную» эпидемию, которая теперь постепенно проявляется на их теле. Лидером группы является Анжелика, узаконившая свой авторитет благодаря обещанию исцеления с помощью «Пиччириддуны», единственного взрослого, оставшегося в живых, потому что она гермафродит (особенность, которая, вероятно, в некотором роде остановила вирус, который активируется через гормоны). Женщину она держит в плену, на ее ноге пристегнута цепь. Анну приветствуют на вилле, где живут синие и белые. После успешного прохождения прослушивания, аналогичного прослушиванию «X Factor», она пытаясь убедить Астора бежать вместе с ней, но мальчик отказывается. При попытке бегства от синих, Анну кусает гадюка. Рука Анны распухает, и Пиччириддуна ампутирует руку девушки по приказу Анжелики, хотя все понимают, что в этом нет необходимости. Шокированный произошедшим, Астор сожалеет, что не послушал сестру, и тайно воссоединяется с ней. Анна уговаривает его сбежать, сказав присоединиться к Пьетро. Пиччириддуна, настоящее имя которой Катя, обнаруживает, что Анжелика планирует сжечь ее заживо во время вечеринки, а затем съесть прах вместе со своими подчиненными. Катя объединяется с Анной, чтобы сорвать этот план. Вечером у костра, пока синие и белые готовятся, Катя и Анна топят Анжелику в ванне. На следующее утро Анна наконец убегает. Прибыв к Пьетро, она обнаруживает, что Астора с ним нет, а у парня появились симптомы Красной болезни. Вместе они отправляются в долгое путешествие по разрушенной Сицилии, пока не достигают Этны, где у ребят случается стычка с бандой подростков, в результате чего те напяливают мальчику на голову металлическую лейку, а потом ее заваривают. Умирающий от жары и вируса Пьетро тщетно пытается покончить жизнь самоубийством. Из жалости Анна душит его двумя полиэтиленовыми пакетами. Затем, наконец, она снова находит Астора. Воссоединившись, они ставят перед собой цель пересечь Мессинский пролив на водном велосипеде, чтобы добраться до «континента» и выяснить, действительно ли кто-нибудь из взрослых спасся от эпидемии и нашел лекарство.

## Серии
| № | Название                                        | В эфире        |
| - | ----------------------------------------------- | -------------- |
| 1 | Лес защищает нас                                | 23 апреля 2021 |
| 2 | Вам нужно приготовить мороженое                 | 23 апреля 2021 |
| 3 | Гиены смеются                                   | 23 апреля 2021 |
| 4 | Невидимые кабаны                                | 23 апреля 2021 |
| 5 | Кошки лучше                                     | 23 апреля 2021 |
| 6 | Вещи, которые нужно сделать, когда умирает мама | 23 апреля 2021 |

## Персонажи и исполнители

### Главные герои
- Анна Салеми - Джулия Драготто (юная) и Вивиана Моччаро (в детстве). Тринадцатилетняя девочка пытается покинуть Сицилию и узнать, спасся ли кого-нибудь от эпидемии.
- Астор - Алессандро Пекорелла (ребенок) и Никола Мангано (Астор в три года). Сводный брат Анны, которого она всячески пытается защитить.
- Мария Грация Занчетта - Елена Летти. Мать Анны и Астора.
- Катя Пиччириддуна в исполнении Роберты Маттеи. Опытная швея и единственный взрослый, оставшийся в живых.
- Пьетро - Джованни Мавилла (молодой) и Людовико Кольнаго (ребенок). Друг Анны, живущий у озера.
- Анжелика - Клара Трамонтано (юная) и Матильда София Фацио (в детстве). Вождь синих и белых, избалованная девушка из обеспеченной семьи.

## Производство
Сериал снимался на Сицилии, между Багерией (Вилла Вальгуарнера), Палермо, Мессиной и в соседних районах Санта-Тереза-ди-Рива, Джибеллина, Салеми и Санта-Нинфа. Съемки начались за шесть месяцев до вспышки COVID-19.
Первый тизер-трейлер сериала был выпущен 14 октября 2020 года. Весь мини-сериал был доступен 23 апреля 2021 года на Sky Box Sets, транслировался на Now и в тот же день транслировался на Sky Atlantic.